# Solenopsis tertialis
Solenopsis tertialis es una especie de hormiga del género Solenopsis, subfamilia Myrmicinae.